# پالایشگاه گاز هویزه خلیج‌فارس
شرکت پالایش گاز هویزه خلیج‌فارس یک پالایشگاه گاز در منطقه جفیر شهرستان هویزه در استان خوزستان است که گاز ترش همراه نفت را از چاه‌های نفت غرب کارون یعنی میدان نفتی یادآوران، میدان نفتی یاران، میدان نفتی آزادگان و میدان نفتی دارخوین جمع‌آوری و پالایش کرده و به گاز شیرین تبدیل می‌کند. مالک این پالایشگاه صنایع پتروشیمی خلیج‌فارس می‌باشد.
محصول اصلی پالایشگاه روزانه ۳۴۰ میلیون فوت مکعب گاز طبیعی است که ۲۵۰ میلیون فوت مکعب آن به شبکه سراسری گاز ایران تزریق و ۹۰ میلیون فوت مکعب به‌عنوان سوخت به نیروگاه سیکل‌ترکیبی غرب کارون فرستاده می‌شود. محصول این پالایشگاه همچنین روزانه ۹۷۰۰۰ بشکه (۳۹۹۰ تن) NGL نیز می‌باشد که به‌عنوان خوراک با یک خط‌لوله به پتروشیمی بندرامام ارسال می‌شود. به‌علاوه این مجتمع روزانه ۴۱ تن گوگرد گرانول‌شده برای مصارف صنعتی و کشاورزی تولید می‌نماید.
کار ساخت این پالایشگاه در سال ۱۳۹۲ آغاز شد که نخست قرار بود با یک سال تأخیر از برنامهٔ زمان‌بندی در پایان سال ۱۴۰۱ بهره‌برداری شود اما در اردیبهشت ۱۴۰۲ تنها فاز یک آن با حضور ابراهیم رئیسی به‌بهره‌برداری رسید و فاز دوم آن اکنون ۹۰ درصد پیشرفت فیزیکی دارد.